# Шестидесятники (XIX век)

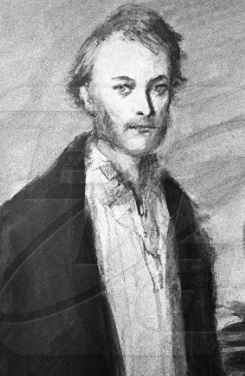
Обобщённый образ поколения дал И. С. Тургенев в романе «Отцы и дети»

Шестидесятники — поколение интеллигенции, выступившее на авансцену общественной и литературной жизни Российской империи в годы подготовки и проведения Крестьянской реформы (конец 1850-х и 1860-е годы). Наиболее радикальное крыло шестидесятников составляли разночинцы, которые подчёркивали разрыв с дворянским наследием дореформенной России. Критики окрестили эту установку на отказ от привычных ценностей нигилизмом. Революционеры-шестидесятники представляют первое поколение революционного движения в России.
Реформы Александра II вызвали небывалое оживление интереса к социально-политическим вопросам в образованных слоях российского общества. «Северная пчела» писала: «В самых глухих городах, где до сих пор все насущные интересы состояли в картах, водке, взятках и сплетнях, являются публичные библиотеки, журналы и газеты, везде проснулась и воспрянула умственная жизнь». Ослабление цензуры при Александре II прежде всего сказалось на количестве разрешённых периодических изданий. С 1851 по 1855 год было разрешено лишь 31 издание, а в следующее пятилетие их появилось уже 147. Журналистика превратилась в мощный рупор общественного мнения.
Особый интерес вызывали вопросы образования и воспитания. Отдельные литературные выступления в этой области приобретали значение выдающихся общественных событий («Вопросы жизни» Н. И. Пирогова, 1856). «Вопрос о воспитании сделался современным, жизненным вопросом, обратившим на себя внимание лучших людей нашего общества», — заявлял в 1859 году Д. И. Писарев. Проблемами просвещения и воспитания много занималась общая печать, им целиком посвящаются новые специальные издания («Журнал для воспитания», «Русский педагогический вестник», «Учитель» и др.), в которых печатались статьи таких передовых педагогов, как К. Д. Ушинский.
Интеллигенцией была предпринята в довольно широком масштабе попытка просвещения городских низов путём создания воскресных школ. Их создавали первоначально в Киеве, Петербурге, Москве (в конце 1850-х годов), а затем и во многих других больших и малых городах России. Это движение вызывало подозрения у правительства, которое, после ряда ограничительных мер, в 1862 году закрыло все воскресные школы.
Вопрос о распространении грамотности и хотя бы самых первоначальных знаний в массе крестьянства стал предметом широкого обсуждения в печати. Под давлением общества и печати правительство должно было заняться разработкой вопроса о народной школе; к 1864 году оно подготовило и издало «Положение о начальных народных училищах». Земская реформа привела к появлению земских школ для крестьянских детей.
Как видно уже по тургеневскому образу Базарова, для идейной атмосферы 1860-х годов был очень характерен особый интерес к вопросам естествознания. Естествознание рассматривали как способ выработки научного мировоззрения, как оружие в борьбе против предрассудков, против господства религии в жизни общества. В области общественных наук проявился интерес к истории крестьянства, сельской общины, к социальной и экономической истории в целом.
В конце 1850-х и в 1860-е годы начали печататься такие писатели, как Н. В. Успенский, Г. И. Успенский, Н. Г. Помяловский, Ф. М. Решетников, В. А. Слепцов, А. И. Левитов. Большинство из них принадлежало к кругу разночинцев. Центральной темой их творчества стала жизнь простого народа, трудный путь человека из разночинной среды к знаниям, его самоутверждение в образованном обществе. Значительную роль в популяризации их произведений сыграла литературная критика Д. И. Писарева, Н. А. Добролюбова, М. Е. Салтыкова-Щедрина, П. Н. Ткачёва.
В эти годы появился особый исторический тип личности, обозначенный в истории литературы как новый человек, реалист, демократ, нигилист, мыслящий пролетариат. Впервые проявилось стремление женщин (прежде всего молодых) к равенству с мужчинами в общественной жизни, к приобретению профессии. «Эмансипация» девушек от родителей нередко принимала форму фиктивных браков.
Особое место в русском радикализме занимал Д. И. Писарев, выступавший в журнале «Русское слово» за устранение всех препятствий, стоявших на пути человеческой индивидуальности, таких как бытовые и семейные устои, традиции, религия или авторитеты.
Вождём революционных демократов 1860-х годов стал Н. Г. Чернышевский, ведущий публицист журнала «Современник». Его единомышленники в 1861 г. создали тайное общество «Земля и воля» для подготовки крестьянского восстания. Но надежды на народное выступление не оправдались, и это общество в 1864 г. прекратило своё существование.
Более радикальными были участники террористической группы «Ад», возглавлявшейся Н. А. Ишутиным. Входивший в неё Д. В. Каракозов 4 апреля 1866 г. стрелял в Александра II. Это послужило началом перехода революционеров к тактике террора. Следствием покушения Каракозова было то, что в правительстве либералов сменила группа реакционеров, в числе которых были П. А. Шувалов и Д. А. Толстой, действовавшие весьма сплочённо.
Осенью 1868 г. в среде петербургского студенчества начал свою деятельность С. Г. Нечаев, вынашивавший планы создания в России могучей тайной революционной организации. Но его провокационные методы, закончившиеся в 1869 г. убийством студента Иванова, привели к провалу его сторонников.